# منتخب كازاخستان لكأس ديفيز
منتخب كازاخستان لكأس ديفيز (بالروسية: Сборная Казахстана по теннису в Кубке Дэвиса)‏ هو ممثل كازاخستان الرسمي في كرة المضرب في كأس ديفيز.